# 傑克森伯勒 (喬治亞州)
傑克森伯勒（英語：Jacksonboro）是位於美國喬治亞州斯克里文縣的一個鬼鎮。由於此地已於1847年後被荒廢，本地已無人居住。

## 地理
傑克森伯勒的座標為32°49′21″N 81°37′22″W / 32.82250°N 81.62278°W，而該地的平均海拔高度為31米（即102英尺）。